# Dolmen de la Boire de Champtocé
Le dolmen de la Boire de Champtocé est situé à Champtocé-sur-Loire, dans le département français de Maine-et-Loire.

## Description
Le dolmen n'a été découvert qu'en 1976 grâce à la sécheresse qui avait considérablement abaissé le niveau de la Loire où l'édifice est immergé à peu de distance de la rive droite.
Malgré un environnement peu favorable, les dalles étant restées en grande partie submergées, Michel Gruet et son équipe ont pu en relever un plan sommaire. L'édifice comporte une chambre de forme trapézoïdale, légèrement rétrécie vers l'ouverture à l'est, délimitée par sept orthostates : trois de chaque côté au nord et au sud et une dalle de chevet. «Ils dépassent de 0,50 m à 1 m du fond vaseux mais pourraient y être enfoncés d'autant». L'ensemble de l'édifice mesure 5 m de long pour 2 m de large et s'apparente à une courte allée couverte en « V » de type armoricain. Toutes les dalles sont en grès à sabals.
Cinq autres blocs immergés ont été localisés au nord et à l'est de l'édifice. Il s'agit peut-être des vestiges d'un péristalithe.